# Jeff Porcaro
Jeffrey „Jeff” Thomas Porcaro (ur. 1 kwietnia 1954 w Hartford, zm. 5 sierpnia 1992 w Los Angeles) – amerykański perkusista sesyjny. 

## Życiorys
Zdobywca nagrody Grammy, wraz z grupą Toto, w której występują/występowali również jego bracia: Steve i Mike Porcaro.
Porcaro współpracował ponadto z takimi grupami muzycznymi i artystami jak: Elton John, Bee Gees, Sonny and Cher, Paul McCartney, Steely Dan, Donald Fagen, Michael Jackson, Madonna, Bonnie Raitt, Dire Straits, Mark Knopfler, Pink Floyd, David Gilmour, Boz Scaggs, Roger Waters, Paul Anka, Eric Clapton, Joe Walsh, Lionel Richie, Earth, Wind & Fire, Bruce Springsteen.
Muzyk zmarł w wieku 38 lat w wyniku ataku serca, jakiego doznał 5 sierpnia 1992 w Los Angeles.